# Université de Solusi
L'université de Solusi (en anglais : Solusi University) est une université privée située à Bulawayo au Zimbabwe, fondée en 1894.